# Casa na Rua das Marinhas, n.º 2
A Casa na Rua das Marinhas, n.º 2 é um edifício na vila de Alcantarilha, no Município de Silves, em Portugal. 

## Descrição e história
O edifício, de função residencial, apresenta dois pisos, e está disposto em gaveto, com um logradouro numa das faces laterais. Destaca-se a chaminé, no lado do telhado junto ao logradouro, que tinha uma forma semelhante à da Casa da Chaminé do Relógio, na localidade de Maritenda, em Boliqueime.
A casa foi construída no Século XX.